# Viên đá Vô cực
Những Viên đá Vô cực (Infinity Stones) là những đồ vật giả tưởng trong Vũ trụ Điện ảnh Marvel (MCU). Chúng đóng vai trò quan trọng trong 3 giai đoạn đầu (còn được gọi là "Infinity Saga") của MCU, bao gồm trong 2 phim Avengers: Cuộc chiến vô cực và Avengers: Hồi kết. Chúng cũng đóng vai trò quan trọng trong cú búng tay của Thanos. Những Viên đá Vô cực được dựa trên những Viên ngọc Vô cực (Infinity Gems) từ Marvel Comics.

## Danh sách Viên đá Vô cực
| Viên đá    | Khả năng                                | Màu sắc    | Vật thể                                             | Lần đầu xuất hiện                   |
| ---------- | --------------------------------------- | ---------- | --------------------------------------------------- | ----------------------------------- |
| Không gian | Dịch chuyển tức thời đến các địa điểm   | Xanh dương | Khối Tesseract                                      | Thor                                |
| Tâm trí    | Điều khiển tâm trí                      | Vàng       | Trượng của Loki (ban đầu) Trán của Vision (sau này) | Biệt đội siêu anh hùng              |
| Thực tại   | Thay đổi thực tại                       | Đỏ         | Khối Aether                                         | Thor 2: Thế giới Bóng tối           |
| Sức mạnh   | Thao túng năng lượng; gia tăng sức mạnh | Tím        | Khối Orb                                            | Vệ binh dải Ngân Hà                 |
| Thời gian  | Điều khiển và thao túng thời gian       | Xanh lá    | Con mắt của Agamotto                                | Doctor Strange: Phù thủy tối thượng |
| Linh hồn   | Điều khiển linh hồn                     | Cam        |                                                     | Avengers: Cuộc chiến vô cực         |

## Găng tay Vô cực
Găng tay Vô cực (Infinity Gauntlet) là một vũ khí giả tưởng xuất hiện trong Marvel Comics và MCU. Găng tay Vô cực được chế tạo bởi Eitri, vua của tộc người lùn xứ Nidavellir - nơi đã rèn búa Mjolnir và rìu Stormbreaker của Thor. Nó được thiết kế để chứa đựng cũng như sử dụng sức mạnh của 6 Viên đá Vô cực. Khi hợp nhất với 6 Viên đá Vô cực, người sở hữu Găng tay Vô cực sẽ trở thành một người toàn trí (hiểu biết), toàn năng (toàn năng) và toàn diện (luôn hiện diện). Nói cách khác, nếu có món đồ này trong tay, bất kỳ ai cũng có thể sở hữu quyền năng sánh ngang một vị thần, quyền năng hơn cả các thực thể vũ trụ. Trong cả phiên bản điện ảnh và truyện tranh, Thanos với sức mạnh này đã tiêu diệt nửa sự sống trong vũ trụ với chỉ 1 cú búng tay. Ngoài Thanos, trong truyện tranh, Captain America, Iron Man, Hulk, Black Panther, Spider-Man, Nebula và Adam Warlock đã từng sử dụng Găng tay Vô cực. Tuy nhiên, nếu không chứa 6 Viên đá Vô cực, Găng tay Vô cực không có sức mạnh.

## Những điểm khác biệt so với truyện tranh
Màu sắc của các viên đá hoàn toàn khác biệt trong truyện tranh: Viên đá Không gian có màu tím, Viên đá Thực tại có màu vàng, Viên đá Sức mạnh có màu đỏ, Viên đá Tâm trí có màu xanh dương, Viên đá Thời gian có màu cam, và Viên đá Linh hồn có màu xanh lá. Sau này, màu sắc của các viên đá được cập nhật trong bộ truyện Marvel Legacy để trùng với phiên bản của chúng trong MCU.